# 로젠탈러 플라츠역
로젠탈러 플라츠역(U-Bahnhof Rosenthaler Platz)은 베를린 미테구 미테에 있는 U8의 역이다. 브루넨슈트라세(Brunnenstraße) 상의 로젠탈러 플라츠가 교차하는 지점에 역이 설치되어 있다. 엘리베이터가 설치되어 있다.
섬식 승강장이 설치되어 있으며, 길이는 130 m, 최대 너비는 8 m, 지하 7 m에 설치되어 있다. 주황색 타일로 역사 외벽이 마감되어 있다. 타일 염료에는 우라늄이 함류되어 있으나 방사능 방출은 인체에 영향을 주지 않는 수준이다. 알프레드 그레난데르가 역사를 설계했다.
1961년 8월 13일 베를린 장벽이 건설되면서 이 역도 서베를린 열차가 통과하는 유령역이 되었다. 1989년 12월 22일 영업을 시작했고, 서베를린을 방문하고자 하는 동독 시민으로 한동안 역이 붐볐다. 노면 전차와 연결되는 교통상의 입지와 중간층이 있다는 특성 때문에 국경 통과 지점으로도 사용되었다. 야노비츠브뤼케역과 더불어 1990년 7월 1일 통합 조약 발효 이전에 완전히 개방되었던 단 둘인 역이다. 바로 전역인 베르나우어 슈트라세역은 국경 통과 시설 없이 서베를린으로만 출구가 개통되어 있었다.

## 인접 철도역
베를린 노면전차 M1, M8, 베를린 버스 142번과 환승할 수 있다.
| 베를린 지하철 8호선                      | 베를린 지하철 8호선 | 베를린 지하철 8호선               |
| ---------------------------------------- | ------------------- | --------------------------------- |
| 바인마이스터슈트라세 헤르만슈트라세 방면 | U8                  | 베르나우어 슈트라세 비테나우 방면 |